# Quinta Saint Pedro Alejandrino
La Quinta de San Pedro Alejandrino je hacienda ali quinta, zgrajena v 17. stoletju, znana po tem, da je svoje zadnje dni pred smrtjo tukaj preživel Simón Bolívar, ki je umrl 17. decembra 1830. Hacienda stoji v soseski (corregimiento) Mamatoco v turističnem okrožju Santa Marta, blizu Karibskega morja v severni Kolumbiji.
V Bolívarjevem času so na posestvu proizvajali rum, med in panelo (nerafiniran cel trsni sladkor, značilen za Srednjo in Latinsko Ameriko). V njej so Oltar naroda, Muzej sodobne umetnosti, botanični vrt in kolonialni objekti same haciende. Tu je tudi gozd, ki meji na reko Manzanares. 
Danes deluje kot turistična, muzejska in zgodovinska znamenitost. Simón Bolívar velja za enega najvplivnejših ljudi v boju za neodvisnost južnoameriških držav, vključno s Kolumbijo, Venezuelo, Ekvadorjem, Perujem in Bolivijo. Ta muzej velja za turistično točko, kamor lahko drugi pridejo počastiti njegova dejanja.

## Opis
2. februarja 1608 jo je v Santa Marti ustanovil kanonik stolnice Santa Marta, Francisco de Godoy y Courtesy z imenom La Florida San Pedro Alejandrino. Njegovo ime nosi v spomin na španskega mučenca Pedra de Godoya. Lastnike je hacienda zamenjala 15-krat; Med njimi so med drugim priimki, kot so Mondragón, Orozco, Zubiría in De Mier.
9. januarja 1808 je Faustino de Mier y Theran kupil kmetijo za 11.773 zlatih pesosov, leta pozneje pa je bilo premoženje zaplenjeno, ker ni sodeloval pri domoljubnem cilju. Konec drugega desetletja 19. stoletja je to kmetijo dobil španski plemič Joaquín de Mier y Benítez, gospodarstvenik, ki je okrepil proizvodnjo. Ko je leta 1861 Joaquín umrl, je kmetijo podedoval njegov sin Manuel Julián, s katerim je zemlja začela propadati in opuščati.
2. februarja 1891 je departma Magdalena za 24.000 pesov kupil 200 hektarjev haciende, da bi jo ohranil. Leta 1891 je bila izvedena prva obnova, da bi jo približali stanju, ki ga je predstavljal leta 1830; leta kasneje je razglašena za nacionalni zgodovinski spomenik.

### Glavna hiša
Velja za najpomembnejše mesto, ker je v eni od spalnic umrl Bolívar. Znotraj te glavne hiše so notranji vrtovi, ki dajejo haciendi kolonialni slog. Stare konstrukcije Quinta de San Pedro Alejandrino so pobarvane v oker rumeno. Okoli glavne hiše je nekaj sto let starih dreves: cvetoče drevo Samanea saman, slezenovka ceiba in dve tamarindi (Tamarindus indica).
Slednje zgodovinsko izročilo najbolj omenja, ker so v njihovo sredino postavili Bolívarjevo visečo mrežo, ko je prišel na haciendo; te drevesne vrste skupaj s pestro floro in favno, ki je prisotna na kmetiji, predstavljajo zbirko botaničnega vrta, ki se razprostira na celotnem območju, z rastlinskimi vrstami, ki spadajo v tropski suh gozd tega območja. V botaničnem vrtu so različne zbirke rastlin, med katerimi lahko omenimo kaktuse, palme, okrasne, kserofitne, lesne rastline.
V osrednjem delu vrta je kip Bolivarja iz cararrskega marmorja, ki ga je v Italiji izdelal genoveški profesor Pedro Montarsolo Victorio; bil je Magdalenino darilo in je bil postavljen 2. februarja 1891.
Glavna hiša je razdeljena na naslednjih trinajst sob ali sob.
- Kapela ali oratorij: Kapela, kjer počivajo posmrtni ostanki zdravnika Alejandra Próspera Révérenda. Na tem mestu je podoba zavetnika haciende San Pedro Alejandrino, ki jo je iz Cádiza (Španija) prinesel Francisco de Godoy.
- Glavna soba: V glavnem prostoru quinte je nekaj slik likov iz zgodovine haciende: oljna slika Bolívarja iz leta 1812, delo španskega umetnika Ignacia Elizarana Txapartegija; obstaja tudi oljna slika Joaquína de Mierja in druga Alejandra Próspera Reverenda. Na enak način je ohranjena oljna slika, kopija akvarela Angleža Edwarda Marka; umetnik, ki je leta 1842 ujel podeželsko vzdušje, ki ga je imela hacienda ob Bolívarjevem prihodu leta 1830.
- Alkova: spalnica je sveto mesto, kjer je Bolívar umrl 17. decembra 1830 ob enih popoldne. Trenutno je ohranjena postelja (kamp postelja), kjer je umrl Bolívar pod kolumbijsko zastavo, še omara, pljuvalnica in fotelj iz rdečega žameta, od koder je Bolívar 10. decembra 1830 narekoval svojo zadnjo zapuščino, Testament in njegov Zadnji razglas.

Podobno je v glavni spalnici ura nemškega izvora, ki jo je general Mariano Montilla pravočasno ustavil tri minute petindvajset sekund po Bolívarjevi smrti.
Na eni od sten spalnice je oljna slika kolumbijskega umetnika Simóna Celisa, ki predstavlja Bolivarja močnega značaja, v pokončnem položaju, obdarjenem z izrazito eleganco; ta učinek se zaznava skozi črno garderobo, ki pomeni eleganco, v nasprotju z belo barvo hlač in rokavic; Temu so dodane še zlate aplikacije, ki jih ima Bolívarjev plašč, ki kažejo značaj, obdarjen z oblastjo in močjo.
- Knjižnica: S knjigami pretežno v francoščini, ki so pripadale Alejandru Prósperu Réveréndu. Bolívar je pravkar prispel v haciendo, Joaquín de Mier vodi Bolívarja v svojo skromno knjižnico, ob vstopu na to stran Bolívar opravi kratek pogovor, kjer izrazi: »Don Joaquín, vaša knjižnica ni skromna, hrani največje spise v zgodovini«; mislil je na dela Gil Blas de Santillana in El Quijote de la Mancha.

V knjižnici je pohištvo tistega časa s knjigami francoskih, angleških, grških, španskih in italijanskih avtorjev; veliki klasiki 17. stoletja. Izstopajo: Latinska Vulgata (3. zvezek SZ) 1819, Zgodovina Indije Bartoloméja de las Casasa 1522, Histoire naturelle de Buffona 1792, Zgodovina cerkvenih praznikov Joaquína Castellota 1788, tam so tudi nekatere knjige iz leta 1800 do 1924, katerih osrednje teme so med drugim povezane z obdobjem neodvisnosti, bolivarsko zgodovino, splošno zgodovino Kolumbije, filozofijo in botaniko.
- Kopalnica: V glavni spalnici so stranska vrata, ki vodijo v kopalnico, na tem mestu je porcelanasti umivalnik, WC školjke in kad iz belega italijanskega marmorja. Doktor v svojih spominih navaja, da je Bolívar v prvih dneh bivanja na haciendi prejel toplo mehčalno kopel za izboljšanje stanja.
- Kadilnica: prej znana kot šivalnica, je bila ob prihodu Bolívarja preurejena v kadilnico, saj mu občutljivo zdravstveno stanje ni dopuščalo vdihavanja močnih vonjav. Na tem mestu je ohranjena tudi škatla za pijačo z zlatimi robovi, ki je pripadala Joaquínu De Mierju in jo je uporabljal Bolívar.
- Jedilnica s podaljšano mizo, 4 stoli, katerih dno je vtkano v iraca palmo, del porcelanaste posode Sèvres, ki je pripadala družini Mier, ti artefakti so v stekleni omari za večjo zaščito.
- Kuhinja je iz 18. stoletja, našli so matate, kamen, kjer so bile drobljene začimbe, pilon, 5 štedilnikov in peč v obliki igluja.
- Pekarna: na tem mestu so izdelovali kruh in sladice tistega časa, tu sta dve glineni vazi, kjer je bila shranjena voda, da je bila dobre temperature, sta tudi dva filtra, s katerima je bila voda prečiščena. Na tem mestu je obdukcijo Bolívarja opravil njegov zdravnik Alejandro Próspero Reverán popoldne 17. decembra 1830 (isti dan Bolívarjeve smrti).
- Staja: V hlevu je avtomobil Berlina, ki je 6. decembra 1830 pripeljal Bolívarja iz sedanje Casa de la Aduana, ki se je prej imenovala španski konzulat.
- Spalnice za goste: V hiši sta bili dve spalnici za goste, ki pa sta zdaj preurejeni v tematske sobe: Centennial Hall in Independence Hall.
- Soba Centenario: Spomini na praznovanje prve stote obletnice Bolívarjeve smrti.
- Dvorana neodvisnosti: Obstajajo podobe likov, ki so podpirali Bolívarja in njegov namen, pa tudi oljna slika, ki predstavlja bitko pri Boyaci, ki se je odvijala 7. avgusta 1819.
- Sala Bolivariana: Pisarna Joaquína de Mier y Beníteza je delovala v tem prostoru, trenutno je to prostor, kjer se izkazuje spoštovanje Bolívarju. V njej najdemo skulpturo Bolívarja v naravni velikosti, številne predmete, ki mu pripadajo, dagerotip njegove poroke z Marío Tereso Rodríguez Del Toro, oljne slike njegovih dveh staršev, Maríe Concepción Palacios in Juana Vicenteja Bolívarja y Ponteja, in Vizija romarja, oljna slika, ki ujame sanje njegovega učitelja Simóna Rodrígueza leto po Bolívarjevi smrti.

### Gospodarska poslopja
Tu je del objektov, kjer so v starem mlinu predelovali sladkorni trs za proizvodnjo panele, medu in ruma, ki ga je flota ladij Joaquína De Mierja prodajala po Karibih. Izvirajo iz 18. stoletja in vključujejo naslednje zgradbe:
- Bagacera: prostor, namenjen shranjevanju odpadkov sladkornega trsa ali bagase.
- Trapiche: nedvomno je najpomembnejša, je simbol proizvodnje panelov, saj so tam mleli trs in izdelovali panelo. Zanj so značilne debele podporne stene in stožčasta streha.
- Destilarna: Tu so trsni med destilirali v velikih kotlih in destilatorjih, da so dobili trsni rum.
- Klet: njena funkcija je bila shranjevanje sodov, da bi dobili boljši letnik.

## Drugo
Oltar domovine, zgrajen leta 1930 v čast spomina na Bolívarja ob prvi stoletnici njegove smrti, v času vlade zdravnika Enriqueja Olaye Herrere, je del niza sodobnih zgradb San Pedra Alejandrina.
Delo je republikanskega sloga. Zasnoval ga je arhitekt Gustavo Santos Caballero, izvedel pa Manuel Carrerá. Neoklasicistične skulpture v notranjosti sta izdelala umetnika Augusto Rossi in Helmeregildo Luppi, ki sta se izšolala na šoli slavnega kiparja Pietra Tenerana v Rimu.
Oltar domovine je bil slovesno odprt leta 1942 v času vlade Eduarda Santosa.
Pred oltarjem je Plaza de Banderas, zgrajena leta 1980, v čast Bolívarja s spominom na 150. obletnico njegove smrti. Vse ameriške zastave ostajajo izobešene, kot izraz sanj o celinski enotnosti.

## Botanični vrt
Zamisel o ustvarjanju botaničnega vrta sega v šestdeseta leta 20. stoletja Rafaela Romera Castañede, ki je želel ustvariti arboretum ali niz lesnih rastlin in dreves. Botanični vrt pa nastane šele po podpisu sporazuma med Biološko fakulteto Univerze Magdalene in upravo Quinta.
Nekatera drevesa so stara več kot 70 let, druga še starejša (so celo 4 stoletniki), ki so v osrčju haciende. V poklon Bolivarju so številne države vrtu podarile več tipičnih dreves vsake države, med katerimi je palma s Kube in še ena s Havajskih otokov. Obstajajo živali, ki so bile vpeljane zato, da bi bilo na kmetiji boljše okolje, ki ohranja vse vrste gozdov: suhe, tropske, džunglo itd.